# Kryptisk myrtrast
Kryptisk myrtrast (Chamaeza meruloides) är en fågel i familjen myrtrastar inom ordningen tättingar.

## Utbredning och systematik
Fågeln förekommer i sydöstra Brasilien (från Minas Gerais och Espírito Santo till nordöstra Santa Catarina). Den behandlas som monotypisk, det vill säga att den inte delas in i några underarter.

## Status och hot
Arten har ett stort utbredningsområde, men tros minska i antal, dock inte tillräckligt kraftigt för att den ska betraktas som hotad. Internationella naturvårdsunionen IUCN listar arten som livskraftig (LC).